# SEPT3
SEPT3 (англ. Septin 3) – білок, який кодується однойменним геном, розташованим у людей на короткому плечі 22-ї хромосоми. Довжина поліпептидного ланцюга білка становить 358 амінокислот, а молекулярна маса — 40 704.
| 10         |  | 20         |  | 30         |  | 40         |  | 50         |
| ---------- |  | ---------- |  | ---------- |  | ---------- |  | ---------- |
| MSKGLPETRT |  | DAAMSELVPE |  | PRPKPAVPMK |  | PMSINSNLLG |  | YIGIDTIIEQ |
| MRKKTMKTGF |  | DFNIMVVGQS |  | GLGKSTLVNT |  | LFKSQVSRKA |  | SSWNREEKIP |
| KTVEIKAIGH |  | VIEEGGVKMK |  | LTVIDTPGFG |  | DQINNENCWE |  | PIEKYINEQY |
| EKFLKEEVNI |  | ARKKRIPDTR |  | VHCCLYFISP |  | TGHSLRPLDL |  | EFMKHLSKVV |
| NIIPVIAKAD |  | TMTLEEKSEF |  | KQRVRKELEV |  | NGIEFYPQKE |  | FDEDLEDKTE |
| NDKIRQESMP |  | FAVVGSDKEY |  | QVNGKRVLGR |  | KTPWGIIEVE |  | NLNHCEFALL |
| RDFVIRTHLQ |  | DLKEVTHNIH |  | YETYRAKRLN |  | DNGGLPPGEG |  | LLGTVLPPVP |
| ATPCPTAE   |  |            |  |            |  |            |  |            |

A: Аланін

C: Цистеїн

D: Аспарагінова кислота

E: Глутамінова кислота

F: Фенілаланін

G: Гліцин

H: Гістидин

I: Ізолейцин

K: Лізин

L: Лейцин

M: Метіонін

N: Аспарагін

P: Пролін

Q: Глутамін

R: Аргінін

S: Серин

T: Треонін

V: Валін

W: Триптофан

Кодований геном білок за функцією належить до фосфопротеїнів. 
Задіяний у таких біологічних процесах, як клітинний цикл, поділ клітини, альтернативний сплайсинг. 
Білок має сайт для зв'язування з нуклеотидами, ГТФ. 
Локалізований у цитоплазмі, цитоскелеті, клітинних контактах, синапсах.